# Saint-Méard-de-Gurçon
Saint-Méard-de-Gurçon település Franciaországban, Dordogne megyében. Lakosainak száma 801 fő (2022. január 1.). Saint-Méard-de-Gurçon Saint-Rémy, Fougueyrolles, Carsac-de-Gurson, Saint-Martin-de-Gurson, Saint-Géraud-de-Corps, Monfaucon, Port-Sainte-Foy-et-Ponchapt, Nastringues és Montazeau községekkel határos.

## Népesség
A település népessége az elmúlt években az alábbi módon változott:
| Lakosok száma | 846  | 776  | 751  | 804  | 770  | 794  | 813  | 822  | 815  | 801  |
|               | 1968 | 1982 | 1990 | 2006 | 2013 | 2015 | 2017 | 2019 | 2020 | 2022 |